# ATC 코드 A09
ATC 코드 A09는 ATC 코드의 효소를 포함한 소화제로 작용하는 약물을 정리한 코드이다.

ATC 코드 A 소화관 및 대사의 하위그룹을 이룬다.
동물용 의약품을 위한 코드(ATCvet 코드)의 경우 인체의약품 코드 앞에 Q가 들어가게 된다. 예 : QA09.

## A09A 효소를 포함한 소화제

### A09AA 효소 제제
A09AA01 Diastase
A09AA02 Multienzymes (lipase, protease, etc.)
A09AA03 Pepsin
A09AA04 Tilactase

### A09AB 산 제제
A09AB01 Glutamic acid hydrochloride
A09AB02 Betaine hydrochloride
A09AB03 Hydrochloric acid
A09AB04 Citric acid

### A09AC 효소 및 산 제제의 조합
A09AC01 Pepsin and acid preparations
A09AC02 Multienzymes and acid preparations